# Parti du développement national thaïlandais (2008)
Le parti du Développement national thaïlandais (en anglais : Thai Nation Development Party ; en thaï : พรรคชาติไทยพัฒนา, abrégé ชทพ. ; RTGS : Phak Chatthaiphattana, officiellement orthographié Chartthaipattana, abrégé CT.) est un parti politique thaïlandais fondé le 18 avril 2008. Il s'agit du de facto successeur du Parti de la Nation thaïe, dissous 7 mois plus tard, le 2 décembre 2008, par la Cour constitutionnelle thaïlandaise.
Depuis le 3 octobre 2022, il est mené par Varawut Sinlapa-archa.

## Résultats électoraux

### Élections législatives
| Année | Tête de liste         | Voix    | %    | Sièges   | Rang | Statut               | Gouvernement  |
| ----- | --------------------- | ------- | ---- | -------- | ---- | -------------------- | ------------- |
| 2011  | Chumphon Sinlapa-acha | 907 107 | 2,71 | 19 / 500 | 4e   | Minorité (coalition) | Shinawatra    |
| 2019  | Kanchana Sinlapa-acha | 783 689 | 2,20 | 10 / 500 | 7e   | Minorité (coalition) | Chan-o-cha II |
| 2023  | Varawut Sinlapa-acha  | 192 497 | 0,51 | 10 / 500 | 7e   | Minorité (coalition) | Thavisin      |